# Борисово (Серпуховский район)

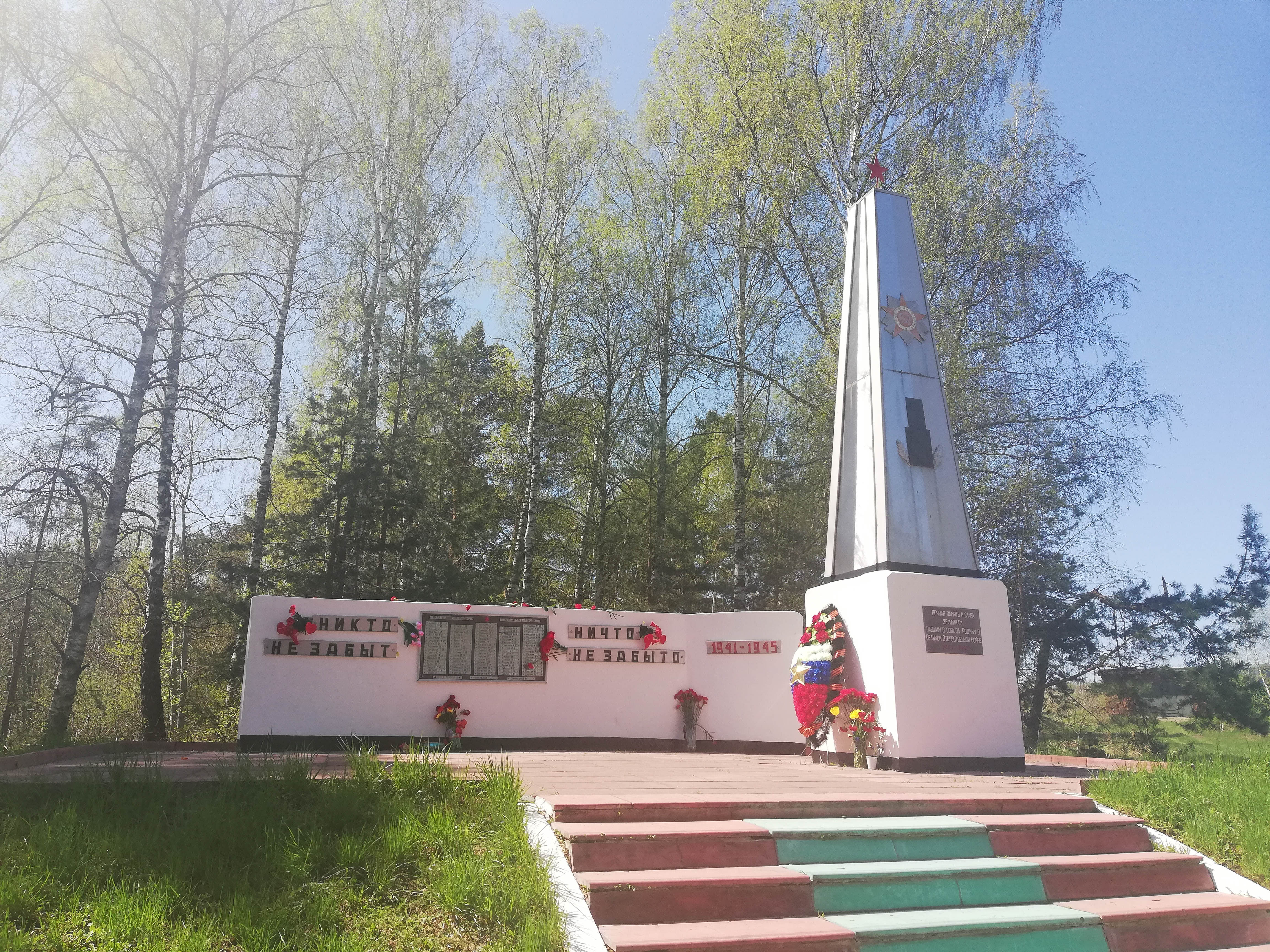
Воинский мемориал в Борисово

Бори́сово —  деревня в Московской области России. Входит в городской округ Серпухов.

## География
Расположена на границе с Серпуховом, являясь его восточным пригородом. Через деревню протекает река Речма, которую пересекает автомобильный мост. Борисово соединяется дорогой с расположенной в полутора километрах к северу соседней деревней Бутурлино. Через Посадский лес возможно попасть в посёлок Мирный. На противоположном берегу реки расположена деревня Палихово. Через Борисово с запада на восток проходит шоссе (продолжение серпуховской улицы Борисовское шоссе), соединяющее Серпухов с федеральной трассой Крым и далее с местечком Данки и деревней Турово.
Деревня состоит из шести улиц: Борисовского шоссе, улицы Гоголя, улицы Горького, Данковского шоссе, улицы Маяковского, улицы Чехова.
В деревне расположены несколько торговых центров и гипермаркет Лента.

## История
По легенде деревня получила своё имя после проведения под Серпуховом в 1598 году Борисом Годуновым смотра войск во время похода против крымских татар.

## Достопримечательности
В южной части Борисова расположен памятник землякам, погибшим в годы Великой Отечественной войны. Имеет форму обелиска со звездой на вершине и прикрепленными памятной доской и изображением ордена Красной Звезды. На пристроенной к обелиску стене — плиты с именами погибших.